# Nevada Van der Veer
Nevada Van der Veer Miller (25 de julio de 1884 - 26 de septiembre de 1958) fue una cantante de contralto estadounidense.

## Primeros años de vida
Emma Nevada Van der Veer nació en Nueva York, hija de George Wyckoff Van der Veer y Jennie Lind Catlin Van der Veer. Lleva el nombre de la cantante de ópera estadounidense Emma Nevada. Estudió música en Nueva York y Boston, con más estudios en Inglaterra.

## Carrera
Nevada Van der Veer fue solista de contralto remunerada en dos iglesias de la ciudad de Nueva York, la Colegiata de San Nicolás y la Iglesia Presbiteriana de la Quinta Avenida, y en la Iglesia de los Peregrinos en Brooklyn. Mantuvo una gira y una agenda ocupadas en la década de 1920, ambas antes de dar su primer recital en solitario en Aeolian Hall en 1920. Su voz fue descrita como «poderosa, pero siempre suave y aterciopelada, sin importar lo fuerte que cante».
Van der Veer realizó varias grabaciones entre 1911 y 1925, incluso con la Victor Light Opera Company, y varias con su marido Reed Miller, en arreglos a dúo o cuarteto. En 1923, cantó ante la tumba de Susan B. Anthony, durante un evento organizado por el Partido Nacional de la Mujer. Cuando la estación de radio WABC (AM) de Nueva York comenzó en 1926, Van der Veer apareció en el concierto en vivo que inició su programación.
En 1921 y 1922, Van der Veer y su marido dirigieron una «escuela vocal de verano» para jóvenes cantantes cerca de Lake George, Nueva York. Fue jefa del departamento de voz del Instituto de Música de Cleveland, desde 1934 hasta su jubilación en 1949. Fue miembro de la Asociación de Profesores de Canto de Nueva York.

## Vida personal
Nevada Van der Veer se casó con Reed Miller, un destacado tenor. Enviudó en 1923. Murió en 1958, a la edad de 74 años, en Nueva York.